# Nordkalottvägen
Nordkalottvägen är en kring 160 kilometer lång turistväg som sträcker sig längs väg E10 mellan norska Narvik och svenska Kiruna. Vägen invigdes av Norges kung Olav V och Sveriges kung Carl XVI Gustaf den 27 september 1984.